# Crossomys moncktoni
Crossomys moncktoni је врста глодара из породице мишева (Muridae).

## Распрострањење
Врста је присутна у индонежанској покрајини Папуи и Папуи Новој Гвинеји.

## Станиште
Станишта врсте су шуме, планине, речни екосистеми и слатководна подручја од 1.200 до 3.500 метара надморске висине. Врста је присутна на подручју острва Нова Гвинеја.

## Угроженост
Ова врста је наведена као последња брига, јер има широко распрострањење и честа је врста.